# Dávivý reflex
Dávivý reflex, jinak též faryngeální reflex, je ochranný reflex bránící průchodu cizích objektů do dýchací nebo trávicí trubice (netýká se polykání). Zprostředkovává jej reflexní oblouk, jehož dostředivou část tvoří jazykohltanový nerv a z části bloudivý nerv. Centrum se nachází v prodloužené míše a vzruch je odtud veden odstředivými motorickými vlákny bloudivého nervu.
Reflex může být záměrně jak potlačován, tak aktivován. Potlačovat se jej učí například polykači mečů. Úmyslné spuštění reflexu lze vyvolat drážděním měkkého patra a provádí se například při neurologickém vyšetření nebo při potřebě vyvolat zvracení.
Jedním z klinických příznaků bulbární paralýzy je až vymizení dávivého reflexu (areflexie). Fyziologickou odpovědí na podráždění zadní stěny hltanu, kdy se reflex vybavuje, je zdvižení a stažení hltanu a retrakce jazyka. Vyšetření zvlášť vlevo a  vpravo umožňuje rozlišit poškození dostředivých nervových vláken (oboustranné snížení nebo vymizení odpovědi při dráždění jedné strany) a odstředivé části (jednostranné snížení nebo vymizení odpovědi při dráždění obou stran) reflexního oblouku.